# 紐約州立大學理工學院
紐約州立大學理工學院（英語：State University of New York Polytechnic Institute，簡稱：SUNY Polytechnic Institute 或 SUNY Poly）是紐約州立大學系統中、位於美國紐約州阿爾巴尼和馬爾西的一所公立研究型大學，1966年創建于一間小學中， 1980年代才開始在馬爾西建造校區。 2015年《美國新聞與世界報道》的“北部地區大學”排名中列在第106位。

## 外部連結
- 官方网站
- SUNY Poly Wildcats
- Colleges of Nanoscale Science and Engineering at SUNY Poly